# Lies Franken
Anneke Lize (Lies) Franken (Hilversum, 6 september 1930 – Amsterdam, 7 januari 1996) was een Nederlands actrice.

## Loopbaan
Franken ging in 1950 naar de Toneelschool Amsterdam, waar ze in 1953 afstudeerde. Zij verbond zich aan Toneelgroep Theater in Arnhem. Daar was ze te zien in stukken van onder meer Caldéron, Tennessee Williams, Henrik Ibsen, Abel Herzberg en George Bernard Shaw. Ze was van meet af aan ook geregeld op de televisie te zien, onder andere in een hoofdrol in De vier dochters Bennet. Haar filmdebuut maakte zij in de film Ciske de Rat (1955).
In 1971 kreeg zij een Theo d'Or toegekend voor de rol van Blanche DuBois in Tramlijn Begeerte van Tennessee Williams.
Lies Franken was gehuwd met de acteur Pim Dikkers.

## Filmografie
- 1955 - Ciske de rat
- 1955 - Assignment Abroad
- 1957 - De vliegende Hollander
- 1959 - Goede reis (tv-film)
- 1961 - En Marlborough trok ten strijde (tv-film)
- 1961-1962 - De vier dochters Bennet (tv-serie)
- 1962 -  Het Poppenhuis  (tv-spel)
- 1966 - De meid (tv-film)
- 1966 - De waarheid en niets dan de waarheid (tv-film)
- 1975 - Cyrano de Bergerac (tv-film)
- 1975 - Oorlogswinter (tv-serie)
- 1979 - Liefde half om half (tv-film)
- 1981 - Ik verzin wel iets (tv-serie)
- 1981 - Heads or Tails
- 1984 - De schat (tv-film)